# Chipita
Чипита (Chipita) прехрамбено је предузеће основано 1973. године у Грчкој. Припада грчком конгломерату Вивартији (Vivartia). Произвођач је како кондиторских производа, тако и сланих грицкалица, колача, бисквита, ролата, џемова, чипса, кроасана, и других намирница.

## Историјат
Мада је испрва била намењена производњи и продаји сланих грицкалица, као што су кукурузне плочице са укусом сира „Екстра“ (Extra), а од 1988. године и чипс од кромпира, почетком дведесетих година двадесетог века Чипита се опробала као кондиторај.
Годину 1991. обележила је појава кроасана „7DAYS“, појединачног упакованог дуготрајног пецива. Нешто касније почела је производња малих кроасана „7DAYS mini“. Године 1995. настављено је прављење грицкалица кроз нови производ назван „Bake Rolls“.
Исте године, Чипита је продрла и на страна тржишта. Основала је производне погоне у Бугарској, Португалији и Египту, нешто касније и у Мексику, Пољској, Румунији, Русији и Саудијској Арабији, а затим и у Индији и Турској. Истовремено су основана пословна представништва у Чешкој, Немачкој, Мађарској, Србији, Словачкој и Украјини.

## Производи
Чипита прозводи широк дијапазон производа у четири главне производне гране — кроасани, слане грицкалице, колачи, кондиторски производи. Предузеће поседује осамнаест производних погона, који се налазе у десет држава, а директно или посредством стратешких партнера испоручују и продају у укупно 65 светских земаља.
Познати кроасани овог произвођача јесу „7DAYS“, „Молто“ (Molto) и „Чипикао“ (Chipicao). Праве се са пуњењем од крема (какао, спуманте, бруле, ванила, лешник, млеко, кокос) и џема (јагода, кајсија, трешња, поморанџа, грожђе), док се уз Чипикао (укус какао) добија бесплатан колекционарски поклон попут сличице или картице.
Од грицкалица се производи чипс од кромпира (укуси слани, оригано, роштиљ), екструдиране грицкалице (укуси сир и пица/пикант), иначе први Чипитин производ, као и танко сечени препечени хлеб „Bake Rolls“. Продају се воћни џемови од брескве, кајсије, јагоде, шљиве, вишње, поморанџе, малине, трешње и шумског воћа. Од слаткиша постоје још и крем и штапићи „Финети“, ролати разних укуса, штрудле и кроасан „Борсето“.
За успех на тржишту, предузеће је награђивано наградама као што је златна европска награда за квалитет New Millennium Award за 2001. годину. Што се тиче страних улагања, Бугарска агенција за инвестиције процењује да је компанија за десет година рада у ову балканску државу инвестирала преко 45 милиона евра. Један од новитета јесу „7 Days Double“, кроасани са двоструким пуњењем, подржани пропратном телевизијском кампањом.